# Waliasteenbok
De waliasteenbok (Capra walie)  is een zoogdier uit de familie van de holhoornigen (Bovidae). De wetenschappelijke naam van de soort werd voor het eerst geldig gepubliceerd door Rüppell in 1835. De soort komt alleen voor in het Ethiopisch hoogland.